# Magyar Kulturális Központ Moszkva
A Moszkvai Magyar Kulturális, Tudományos és Tájékoztatási Központ (Liszt Intézet), a külföldi magyar kulturális intézeteket átfogó Balassi Intézet egyik utódszervezeteként és Magyarország moszkvai nagykövetsége egyik fiókintézményeként működik az orosz főváros központi részén, a Povarszkaja utca 21. szám alatt, a Boriszoglebszkij köz sarkán. E nagy múltú, ma már műemlék épület 1934-ben került a magyar állam birtokába, és azóta is, bár különböző funkciókban, jelentős szerepet játszik a két ország közötti kapcsolatok egyik színhelyeként.

## Az épület története
A Povarszkaja utca a középkorban, a 14. századtól a Kremlből északnyugatra, Velikij Novgorod irányába vezető fontos kereskedelmi út mentén alakult ki. A mai épület környéke a 16. században kezdett benépesülni. Az utcában főleg a cári udvarban szolgáló szakácsok és más, az uralkodói asztal körül szolgáló népek telepedtek le itt, erről kapta a nevét. A 18. században, amikor a főváros Pétervárra költözött, az utcában az orosz nemesség tagjai építtettek maguknak udvarházakat – a kor szokásainak és a bőségesen rendelkezésre álló faanyagnak megfelelően – túlnyomórészt fából.
1807-1808 között a Povarszkaja és a Boriszoglebszkij köz saroktelkén álló, Mihail Mihailovics Danyilov tulajdonában álló épületcsoportot Alekszandr Szergejevics Puskin családja bérelte, és a költő itt töltötte gyermekkora egy részét; emlékei egyes költeményeiben is tükröződnek. Napóleon oroszországi hadjárata során, az 1812-es moszkvai tűzvészben azonban ezek az épületek elpusztultak. A tűzvész után az épületeket újra fából építették fel. 1886-ban a saroktelket a Danyilov család örököseitől Alekszandr Ivanovics Noszenkov (1847–1903), tekintélyes moszkvai polgár, kereskedő vásárolta meg, majd 1887–89-ben a kor stílusában eklektikus kétszintes kőépületet emeltetett rá Alekszandr Sztyepanovics Kaminszkij tervei alapján, aki a kor legdivatosabb moszkvai építésze volt. Az 1860-as évektől kezdve több mint száz épületet tervezett nemesek és nagypolgárok számára Moszkvában és környékén. Sorozatban alakította át a régi nemesi udvarházakat a kor követelményeinek megfelelő épületekké. A Povarszkaja és a Boriszoglebszkij köz sarkán elterülő telke azonban szerencsés kivétel volt, mivel faépületeit teljesen elbontották, és az építész egy szabad, terjedelmes saroktelket kapott, amelyen kibontakoztathatta elképzeléseit, tehetségét. A kényelmes belső kialakítású főépület mellett egységes tervek alapján valósultak meg a kiegészítő gazdasági épületek és egy kis kert is.
1908-ban a Noszenkov-család eladta az ingatlant Vaszilij Aszigkritovics Balinnak, a nagy iparos család tagjának, aki számos textilmanufaktúra tulajdonosa volt és az ország ipari elitjéhez tartozott. Balin 1915-ben jelentős kiegészítő építkezéseket végeztetett az épületcsoporton, a Boriszoglebszkij köz oldalán új kétszintes szárny épült, és a felújított, tizenkét állásos lóistálló mellett garázs is készült gépkocsik számára az udvaron.
Az 1917-es októberi orosz forradalom után az épületet államosították, majd 1921 és 1934 között itt kapott helyet a moszkvai lengyel külképviselet.

## A magyar képviselet
Az épület 1935-ben került a Magyar Királyság birtokába, ide költözött a magyar követség. Magyarország térítésmentesen, az egykori szentpétervári osztrák–magyar nagykövetségben élvezett rész-tulajdonjog fejében jutott hozzá örökös, ingyenes használatra (a szovjet kommunista rendszer a föld magántulajdonát, így az ingatlanvásárlás lehetőségét is eltörölte) az épülethez. 1948 és 1967 között itt működött a Magyar Népköztársaság nagykövetsége. 1967-től, amikor a nagykövetség új, modern épülettömbbe költözött, e kis belvárosi palota a  magyar kereskedelmi kirendeltség használatába került, különböző magyar vállalati képviseletek dolgoztak itt. 

### A kulturális intézet
Magyarország már 1946-ban kezdeményezte egy moszkvai magyar kulturális intézet létesítését. Keresztury Dezső vallás- és közoktatásügyi miniszter írt levelet az ügyben szovjet partnerének, azonban a szovjet fél erre nem mutatott hajlandóságot. Csak 1973-ban jött létre Budapesten a Szovjet Kultúra és Tudomány háza, és további 15 év telt el, mire 1988 februárjában megállapodás születhetett a moszkvai magyar kulturális központ létrehozásáról. Az intézet 1990 májusában nyílt meg a Mitnaja utca 1. szám alatti épületben, 1000 négyzetméteren. Végül 1999-ben költözhetett a Magyar Köztársaság Kulturális, Tudományos és Információs Központja a Povarszkaja 21. szám alatti épülettömbbe.
A intézményt 2000-ben a Collegium Hungaricumok rangjára emelték. 2001 júliusától a moszkvai hungarika-kutatásokat segítő Magyar Levéltári Intézet is működik az intézményben egy magyar levéltári delegátus vezetésével. Az első levéltári delegátus Varga Éva Mária (2001–2012) volt.
2005-ben nagy sikerrel rendezték meg az Oroszországi Magyar Évadot. 

#### Az intézet vezetői
- 1988. december – 1990. december: Kéri József, az intézet első igazgatója
- 1991. január 1. – szeptember 30.: Huszár István
- 1991. október 1. – 1999. szeptember 30.: Mayer Rita
- 1999. október 1. – 2003. augusztus: Szilánk Bertalan
- 2003. szeptember – 2008. július: Kis Ilona
- 2008. szeptember - 2011. június: Nagy István
- 2011-2015. június Baranyi András
- 2015 július -2021. július Hegyi Anita
- 2021. augusztusától – Kozlov Sándor